# Sławoszowice (gromada)
Sławoszowice – dawna gromada, czyli najmniejsza jednostka podziału terytorialnego Polskiej Rzeczypospolitej Ludowej w latach 1954–1972.
Gromady, z gromadzkimi radami narodowymi (GRN) jako organami władzy najniższego stopnia na wsi, funkcjonowały od reformy reorganizującej administrację wiejską przeprowadzonej jesienią 1954 do momentu ich zniesienia z dniem 1 stycznia 1973, tym samym wypierając organizację gminną w latach 1954–1972.
Gromadę Sławoszowice z siedzibą GRN w Sławoszowicach utworzono – jako jedną z 8759 gromad na obszarze Polski – w powiecie milickim w woj. wrocławskim, na mocy uchwały nr 22/54 WRN we Wrocławiu z dnia 2 października 1954. W skład jednostki weszły obszary dotychczasowych gromad Sławoszowice, Duchowo, Nowy Zamek, Ruda Milicka i Wałkowa ze zniesionej gminy Milicz w tymże powiecie. Dla gromady ustalono 12 członków gromadzkiej rady narodowej.
1 stycznia 1960 do gromady Sławoszowice włączono wsie Postolin, Kaszowo i Miłochowice ze zniesionej gromady Postolin oraz przysiółek Średzina wsi Trzebicko Dolne ze zniesionej gromady Trzebicko w tymże powiecie.
31 grudnia 1961 do gromady Sławoszowice włączono obszar zniesionej gromady Stawiec, wsie Czatkowice, Grabownica i Niesułowice ze zniesionej gromady Czatkowice oraz wieś Piękocin ze zniesionej gromady Piotrkosice w tymże powiecie.
Gromada przetrwała do końca 1972 roku, czyli do kolejnej reformy gminnej.